# Циглер унд Клиппгаузен, Генрих Ансельм фон
Генрих Ансельм фон Циглер унд Клиппгаузен (нем. Heinrich Anselm von Ziegler und Kliphausen; 6 января 1663, Радмериц — 8 сентября 1696, Либертвольквиц) — немецкий писатель.
Изучал право и литературу во Франкфурте-на-Одере. Главное его произведение: «Asiatische Banise, oder Das blutige doch mutige Pegu in historischer und mit dem Mantel einer Helden- und Liebesgeschicht bedeckten Wahrheit beruhende» (Лейпциг, 1689). Этот роман, написанный высокопарным языком, в своё время имел большой успех, вызвал много подражаний и оказал значительное влияние на развитие литературного вкуса нескольких поколений.